# Crystal Ong
Crystal Ong (chino: 王雪晶, pinyin: Wángxuějīng, nacida el 19 de mayo de 1986) es una actriz y cantante malaya. Debutó en 1994 con su primer álbum titulado 茶叶 青 (Green Tea). Nacida en el mismo año de Queenz Cheng (庄 群 施), Angeline Khoo (邱燕妮) y Cass Chin (陈金燕), ella también formó parte del grupo M-Girls a finales del 2000. También ha lanzado más de 40 álbumes hasta la fecha.

## Discografía

### Álbum en vivo
- 茶叶青 Green Tea (Crystal 1994 Solo Album)
- 鱼儿那里来 Where Do Fish Come From (Crystal 1995 Solo Album)
- 大家来环保 Come, Let's Be Environmentally Friendly(Crystal 1995 Solo Album)
- 彩色精灵 I、II Colour Wizard I、II Crystal 1996 Albums)
- 双星报喜 I、II Double Stars Bring Luck I、II (Crystal & Queenz 1995 & 1996 Chinese New Year Albums)
- 雅歌群星龙狮会 Ya-Ko Stars Lion Dance (Crystal, Queenz  & Ya-Ko Stars 1995 Chinese New Year Album)
- 雅歌群星贺新年 Ya-Ko Stars Celebrate the New Year (Queenz, Crystal & Ya-Ko Stars 1996 Chinese New Year Album)
- 飞越西洋 Over the Atlantic (Crystal and Huang Ke Qiu 1997 Album)
- 花花絮絮 Highlights (Crystal & Queenz)
- 双星再报喜 Double Stars Bring Luck Again (Crystal and Cassandra 1997 Chinese New Year Album)
- 双星报双喜 Double Stars Bring Double Luck (Crystal and Cassandra 1998 Chinese New Year Album)
- 美少女战士 Sailor Moon (Crystal 1997 Solo Album)
- 青苹果 I、II Green Apple I、II Crystal 1998 Solo Album)
- 天王童星携手拜年 King Child Stars Together Wishing a Happy New Year  (Angeline & Crystal 1999 Chinese New Year Album)
- 兔气扬眉庆丰年 Tu Qi Yang Mei Qing Feng Nian  (Queenz, Crystal, Cassandra & Ya-Ko Stars 1999 Chinese New Year Album)
- 山歌黄梅调 Huang Mei Diao Mountain Songs (Queenz, Crystal, Cassandra)
- 三星拱照庆龙年 Three Stars Celebrate the Year of the Dragon (Queenz, Crystal, Cassandra 2000 Chinese New Year Album)
- 粉红世界 Pink World (Crystal 2000 Solo Album)
- 福建经典名曲对对唱 Fujian Classics Duets (Crystal & Angeline 1999 Album)
- 民谣 Folk Songs 2 in 1 (Queenz, Crystal, Cassandra 2000 Album)

### Pop Albums
- Dance With Me (2001)
- 耍花样 Playful Tricks (2003)
- 笨金鱼 Silly Goldfish (2004)
- 爱情密码 Love Code (MV collection) (2004)
- 尼罗河 Nile River (2005)
- My Way (2013)

### Álbumes en vivo
- 开心迎接丰收年 Happily Welcoming the Harvest Year  (2001)
- 飞跃新年 Leaping New Year (2002)
- 新年YEAH! New Year YEAH! (2003)
- 春风催花开 Flowers Blossom in the Spring (2004)
- 开心年 Happy Year (2005)
- 同庆共乐 Celebrate Together (2006)
- 世外桃源 Paradise (2007)
- 八大巨星 好日子 Eight Superstars Good Day(2007)
- 福禄寿星拱照·花仙子 Fu Lu Shou Xing Gong Zhao. Flower Fairy(2008)
- 桃花开了 Peach Blossoms (2009)
- 金玉满堂 Abundant Wealth(2010)
- 团聚 Reunion (2013)
- 真欢喜 True Joy (2014)

## Películas
- Balweg
- Dog Tag: katarungan sa aking kamay.
- Bilib Ako Sayo.
- Eagle Squad.
- p're! laban tayo!
- Hanggang May Kalaban
- Sigaw Ng Digmaan
- Kristo (1996)